# Tour de France 2017.
Tour de France 2017. je 104. izdanje najpoznatije biciklističke utrke na svijetu. Utrka duga 3.540 km je startala 1. srpnja individualnim kronometrom u Düsseldorfu (Njemačka). Ukupni pobjednik je po četvrti puta postao Chris Froome. Na drugom mjestu je završio Rigoberto Urán dok je treći bio Romain Bardet.
Ukupno je 198 vozača iz 22 tima startalo utrku, a završilo njih 167.  Kao i prethodne godine, prvoj trojici biciklista u svakoj etapi (osim individualnih kronometara) dodjeljivale su se bonus sekunde (10, 6 i 4).

## Timovi
Svih 18 timova koji imaju UCI WorldTeam licencu bili su obavezni sudjelovati u ovoj utrci. Osim njih, u utrci su sudjelovala i 4 Pro-kontinentalna tima koja su dobila pozivnicu organizatora.
- Ag2r-La Mondiale
- Astana
- Bahrain-Merida
- BMC Racing Team
- Bora-Hansgrohe
- Cannondale-Drapac
- Cofidis†
- Fortuneo–Oscaro†
- Direct Énergie†
- FDJ
- LottoNL-Jumbo
- Lotto-Soudal
- Movistar Team
- Orica-Scott
- Quick Step Floors
- Team Dimension Data
- Team Katusha–Alpecin
- Team Sky
- Team Sunweb
- Trek Segafredo
- UAE Team Emirates
- Wanty–Groupe Gobert†

†: pozvani Pro-kontinentalni timovi

## Etape
Etape su podijeljene u 6 težinskih kategorija koje određuju količinu bodova koji se dodjeljuju (sprinterska klasifikacija). Brdski ciljevi su podijeljeni u 5 kategorija (HC, 1, 2, 3 i 4) koji određuju količinu bodova koji se dodjeljuju (brdska klasifikacija).
| Etapa | Datum      | Start-cilj etape                           | Duljina         | Tip      | Tip                   | Pobjednik            |              |
| ----- | ---------- | ------------------------------------------ | --------------- | -------- | --------------------- | -------------------- | ------------ |
| 1.    | 1. srpnja  | Düsseldorf (Njemačka)                      | 14 km           |          | Indiv. kromometar     | Geraint Thomas       |              |
| 2.    | 2. srpnja  | Düsseldorf (Njemačka) - Liège (Belgija)    | 203,5 km        |          | Ravna etapa           | Marcel Kittel        |              |
| 3.    | 3. srpnja  | Verviers (Belgija) - Longwy                | 212,5 km        |          | Umjereno-brdska etapa | Peter Sagan          |              |
| 4.    | 4. srpnja  | Mondorf-les-Bains (Luxemburg) - Vittel     | 207,5 km        |          | Ravna etapa           | Arnaud Démare        |              |
| 5.    | 5. srpnja  | Vittel - La Planche des Belles Filles      | 160,5 km        |          | Umjereno-brdska etapa | Fabio Aru            |              |
| 6.    | 6. srpnja  | Vesoul - Troyes                            | 216 km          |          | Ravna etapa           | Marcel Kittel        |              |
| 7.    | 7. srpnja  | Troyes - Nuits-Saint-Georges               | 213,5 km        |          | Ravna etapa           | Marcel Kittel        |              |
| 8.    | 8. srpnja  | Dole - Station des Rousses                 | 187,5 km        |          | Umjereno-brdska etapa | Lilian Calmejane     |              |
| 9.    | 9. srpnja  | Nantua - Chambéry                          | 181,5 km        |          | Brdska etapa          | Rigoberto Urán       |              |
|       | 10. srpnja | Dordogne                                   | Dordogne        |          | Slobodan dan          | Slobodan dan         | Slobodan dan |
| 10.   | 11. srpnja | Périgueux - Bergerac                       | 178 km          |          | Ravna etapa           | Marcel Kittel        |              |
| 11.   | 12. srpnja | Eymet - Pau                                | 203,5 km        |          | Ravna etapa           | Marcel Kittel        |              |
| 12.   | 13. srpnja | Pau - Peyragudes                           | 214,5 km        |          | Brdska etapa          | Romain Bardet        |              |
| 13.   | 14. srpnja | Saint-Girons - Foix                        | 101 km          |          | Brdska etapa          | Warren Barguil       |              |
| 14.   | 15. srpnja | Blagnac - Rodez                            | 181,5 km        |          | Umjereno-brdska etapa | Michael Matthews     |              |
| 15.   | 16. srpnja | Laissac-Sévérac-l'Église - Le Puy-en-Velay | 189,5 km        |          | Umjereno-brdska etapa | Bauke Mollema        |              |
|       | 17. srpnja | Le Puy-en-Velay                            | Le Puy-en-Velay |          | Slobodan dan          | Slobodan dan         | Slobodan dan |
| 16.   | 18. srpnja | Le Puy-en-Velay - Romans-sur-Isère         | 165 km          |          | Umjereno-brdska etapa | Michael Matthews     |              |
| 17.   | 19. srpnja | La Mure - Serre Chevalier                  | 183 km          |          | Brdska etapa          | Primož Roglič        |              |
| 18.   | 20. srpnja | Briançon - Col d'Izoard                    | 179,5 km        |          | Brdska etapa          | Warren Barguil       |              |
| 19.   | 21. srpnja | Embrun - Salon-de-Provence                 | 222,5 km        |          | Ravna etapa           | Edvald Boasson Hagen |              |
| 20.   | 22. srpnja | Marseille                                  | 22,5 km         |          | Indiv. kromometar     | Maciej Bodnar        |              |
| 21.   | 23. srpnja | Montgeron - Pariz                          | 103 km          |          | Ravna etapa           | Dylan Groenewegen    |              |
|       | Ukupno     | Ukupno                                     | 3.540 km        | 3.540 km | 3.540 km              | 3.540 km             |              |